# Nymphée
Pour les articles homonymes, voir Nymphaion.

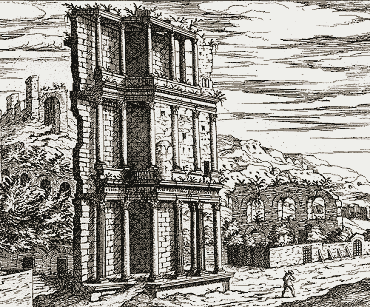
Vestiges du Septizonium de Rome, vers 1580.

Un nymphée (en grec ancien : νυμφαῖον / nymphaîon ; en latin : nymphēum) est un bassin recevant une source considérée à l'origine comme sacrée. Il devient une fontaine publique monumentale dans la Rome antique, où elle se distingue de la « fontaine à bouche » qui n'a pas de dimension décorative.

## Époque pré-romaine

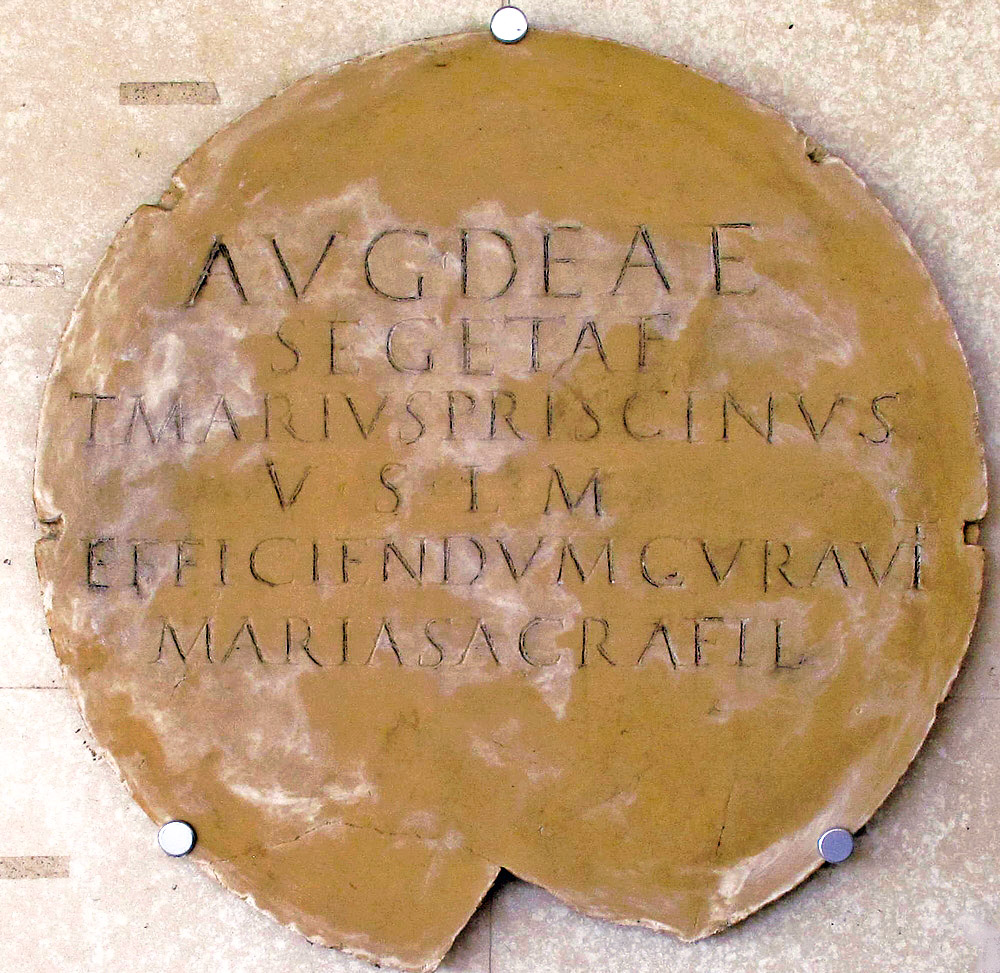
Ex-voto trouvé à Aquis Segeste, portant l'inscription : AVG. DEAE SEGETAE T. MARIUS PRISCINUS V.S.L.M. EFFICIENDVM CVRAVIT MARIA SACRA FIL,.

À l'origine, c'est un sanctuaire dédié aux nymphes. Les nymphes étaient des créatures mythologiques subalternes associées aux sources, aux bois, aux montagnes et autres éléments naturels. À cette époque, le nymphée prenait généralement la forme d'une grotte naturelle ou artificielle (dans ce cas construite et ornée d'un décor de rocailles) abritant une source.
Plus tard, mais toujours dans un contexte cultuel, le nymphée désigne spécifiquement le bassin accueillant une source sacrée, localisé dans une construction appelée le sanctuaire de source et associé ou non à un nemeton pour le monde celte ou un fanum pour le monde romain. Ces établissements se développent souvent autour d'une source présentant des qualités thérapeutiques.
Ces nymphées reçoivent fréquemment des offrandes votives ou des ex-votos de formes diverses dont au moins un élément rappelle le souhait de la personne qui l'offre. Ces offrandes peuvent nous renseigner sur le site lui-même. Ainsi dans le nymphée polylobé, de la ville d'eau antique Aquis Segeste, dont l'eau était ferrugineuse (la source a depuis été comblée), on a retrouvé un ex-voto fait d'une plaque de marbre gravée, dont le texte indiquait le nom de la divinité remerciée, ce qui a permis de clore le long débat sur la double question à la fois de la localisation de l'Aquis Segeste sénone et sur la forme à donner au nom de la ville, qui avait agité les spécialistes de la question pendant plus de cent cinquante ans.

## Époque romaine

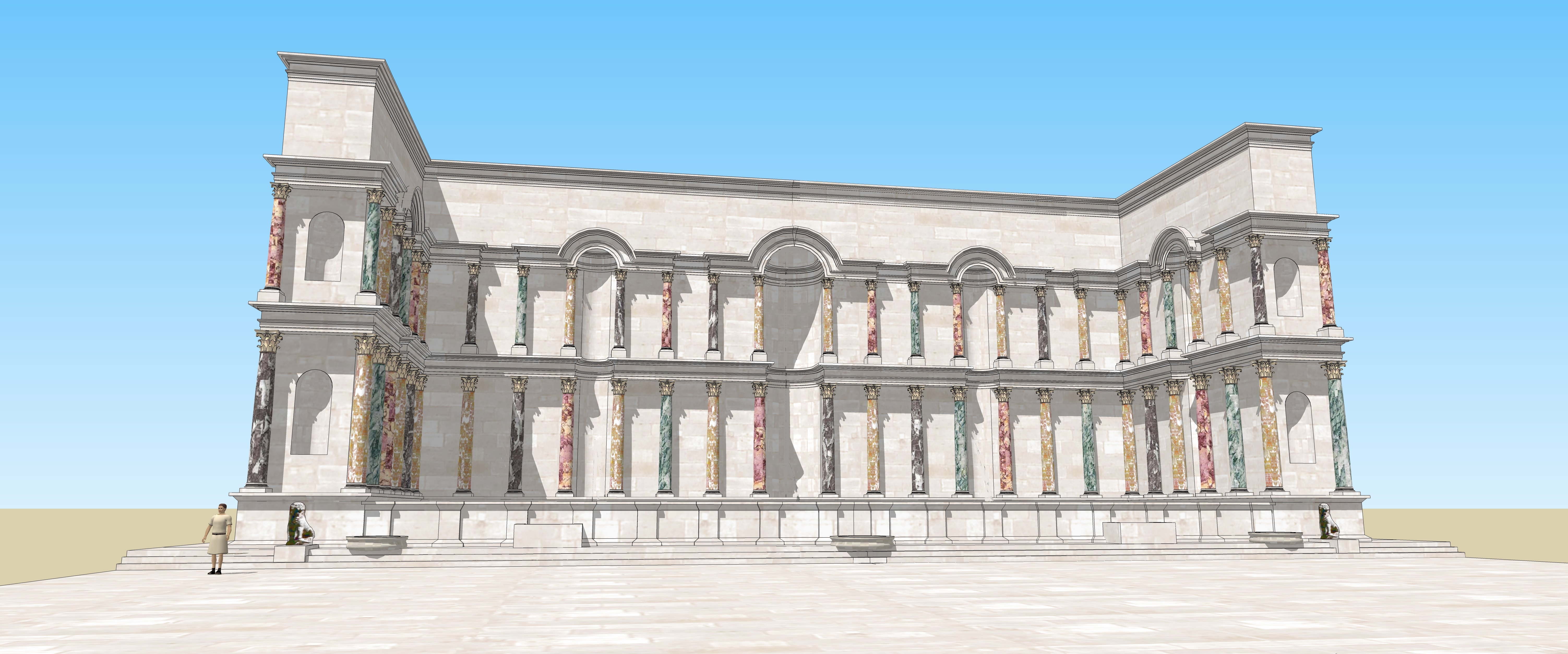
Restitution du nymphée de Laodicée du Lycos.

À l'époque romaine, le nymphée devient une fontaine publique monumentale, ornée de sculptures et de jeux d'eau. Il se compose d'un ou plusieurs bassins entourés d'une façade ornementale à étages multiples. On retrouve également des nymphées en contexte privé, à Pompéi et à Herculanum notamment.

## Les nymphées de la Renaissance

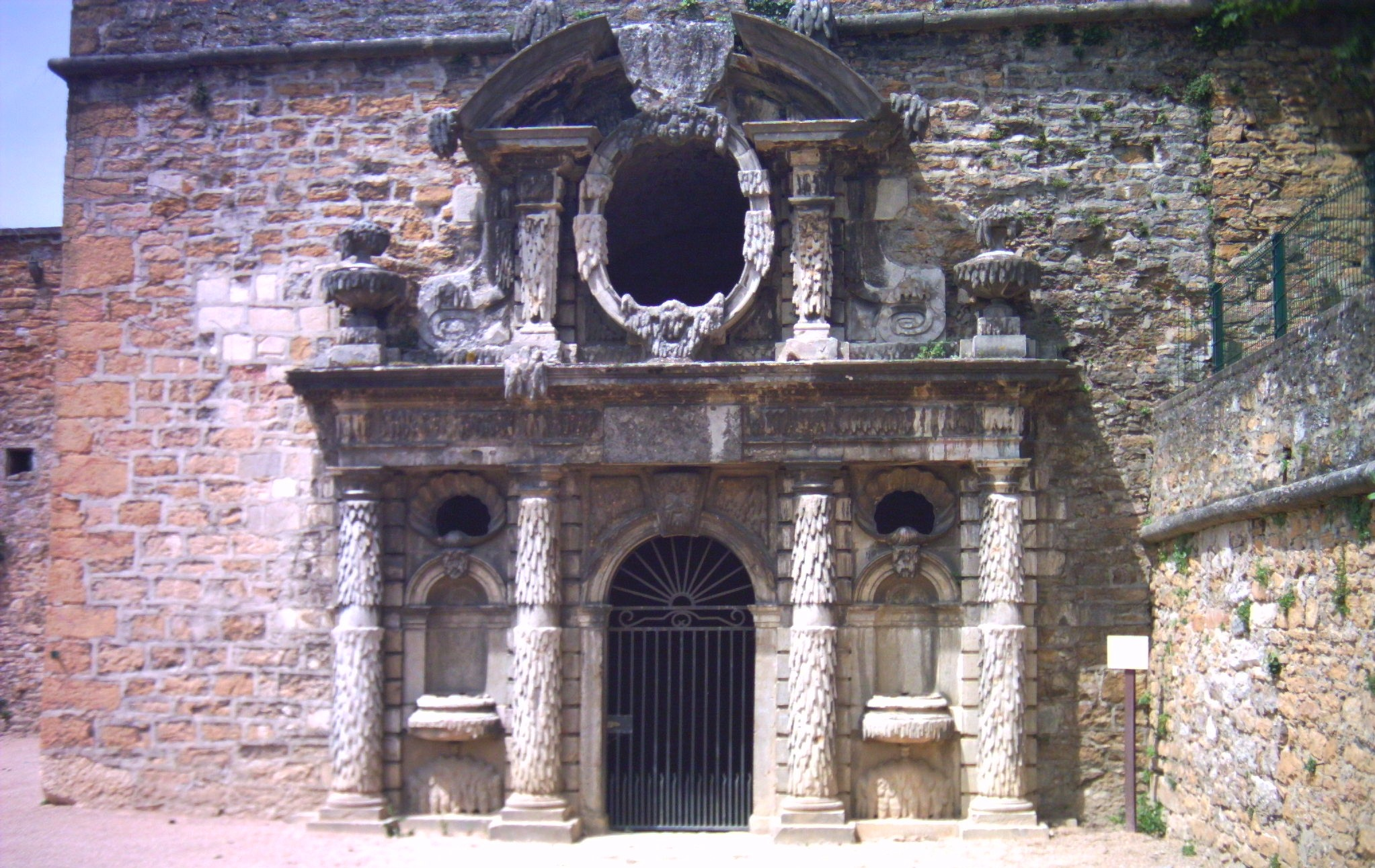
Le nymphée du château d'Ombreval (XVIe siècle) à Neuville-sur-Saône, Rhône par Thomas Blanchet.

La Renaissance voit un regain d’intérêt culturel pour l'Antiquité. Les villas de Toscane (en Italie) agrémentent leurs parcs de grottes artificielles décorées, comme à l’origine, de rocaille. On y place des statues de nymphes (d'autres grottes sont dédiées à d'autres divinités), des bassins et des jets d'eau. Cette mode essaime dans toute l'Europe pendant deux siècles.

## Quelques nymphées célèbres
- Un nymphée public antique, le Septizodium à Rome.
- Nymphée antique de la fontaine de Nîmes, réaménagé au XVIIIe siècle.
- Un nymphée gallo-romain dans la cour d'honneur du château de Cazeneuve à Préchac, auquel on accède par le puits au milieu de la cour d'honneur, qui est relié par un escalier à 14 mètres de profondeur.
- Un nymphée Renaissance, celui de la villa Giulia de Rome.
- La villa Visconti Borromeo Arese Litta (it), dans la banlieue de Milan, possède un nymphée monumental conçu par l'architecte Martino Bassi et construit entre 1585 et 1589 pour Pirro I Visconti Borromeo (it). L'édifice est orné de statues, de mosaïques, de grotesques et d'autres œuvres rappelant le classicisme romain, rempli de fontaines et d'inventions du génie hydraulique capables de surprendre et de divertir les invités.
- Un nymphée XVIIe : celui du château de Gerbéviller, qui fait actuellement l'objet d'une campagne de restauration. Un autre à Viry-Châtillon dans l'Essonne.
- Un nymphée XVIIIe : dans le parc de Reynerie à Toulouse.
- Un nymphée XVIIIe : propriété communale depuis le 9 novembre 2021 à Chatou (Yvelines), daté de 1777 et conçu par Soufflot. Monument historique depuis 1952, vestige du décor du parc du ministre Henri Léonard Jean Baptiste Bertin.
- Un nymphée moderne : la fontaine de Trevi à Rome.

## Galerie

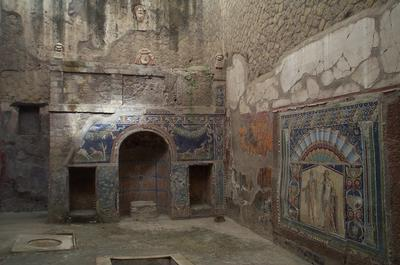
Nymphée privé, triclinium d'été de la maison de Neptune et Amphitrite, Herculanum, Italie.
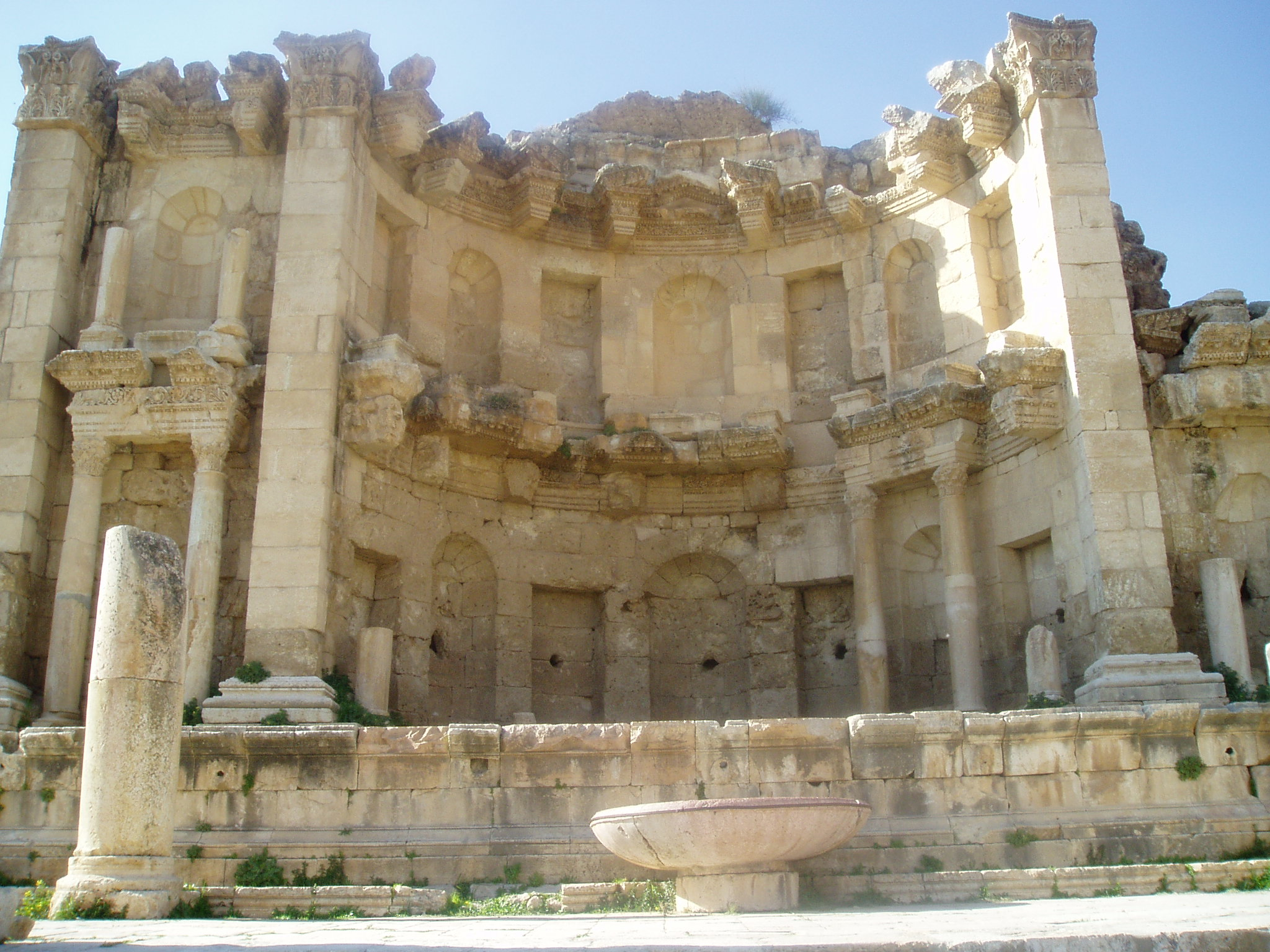
Nymphée public, Jerash, Jordanie.
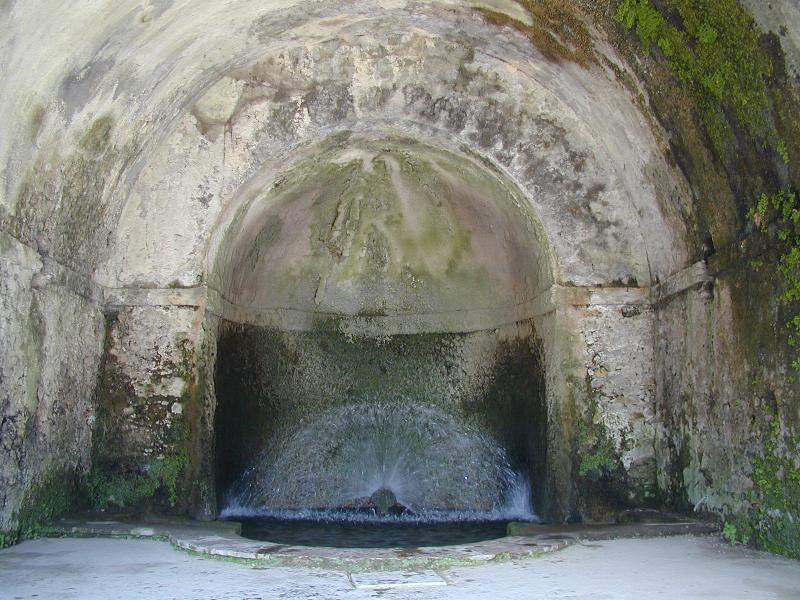
Nymphée dans un jardin renaissance, villa d'Este, Tivoli, Italie.
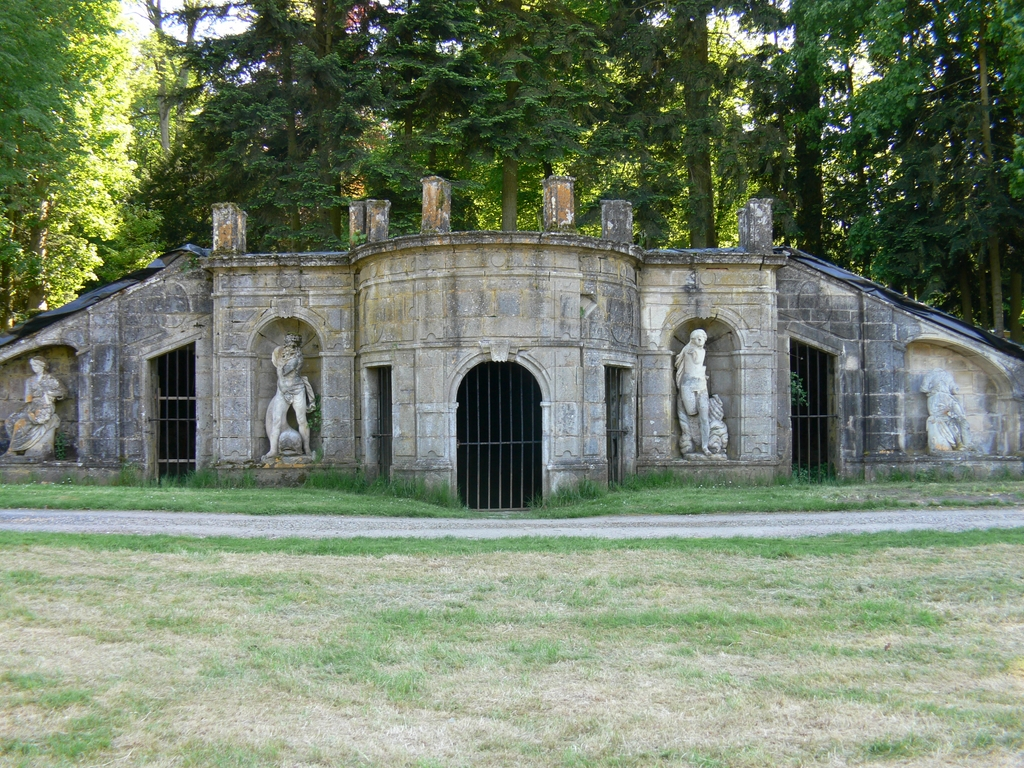
Nymphée XVIIe siècle du château de Gerbéviller, Lorraine, France.
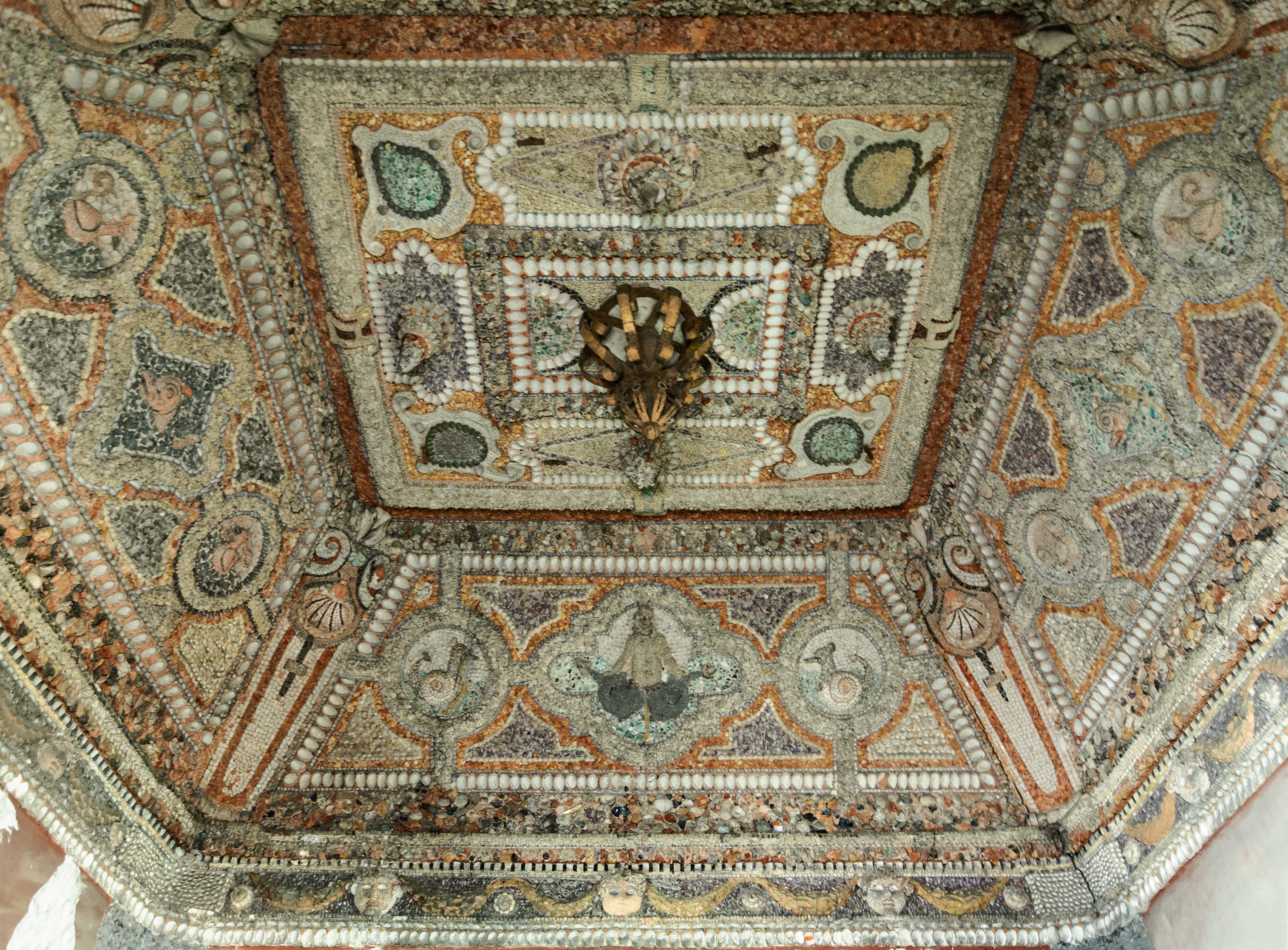
Plafond du nymphée XVIIe siècle du séminaire Saint-Sulpice d'Issy-les-Moulineaux, France.
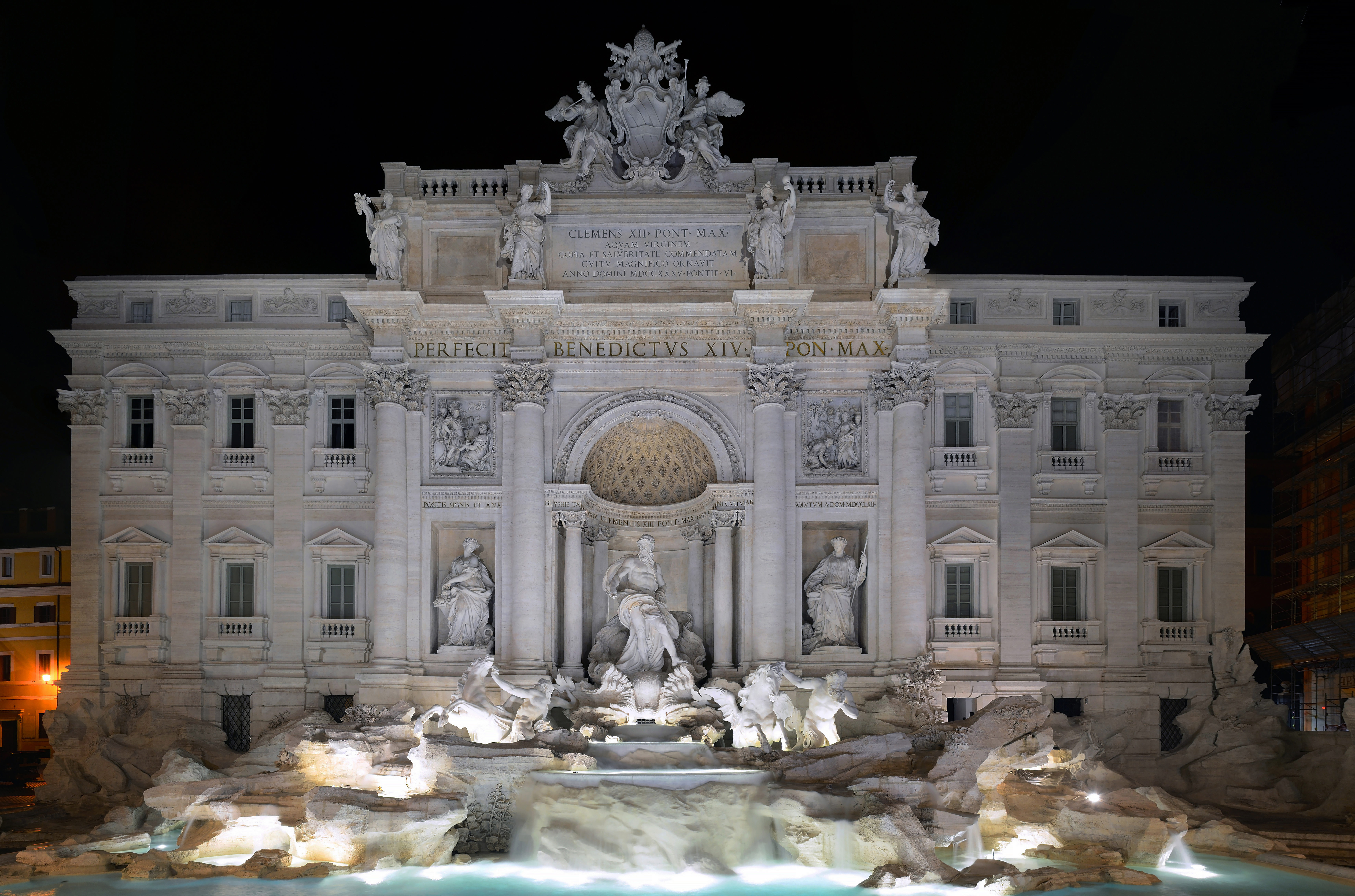
Fontaine de Trévi, Rome.
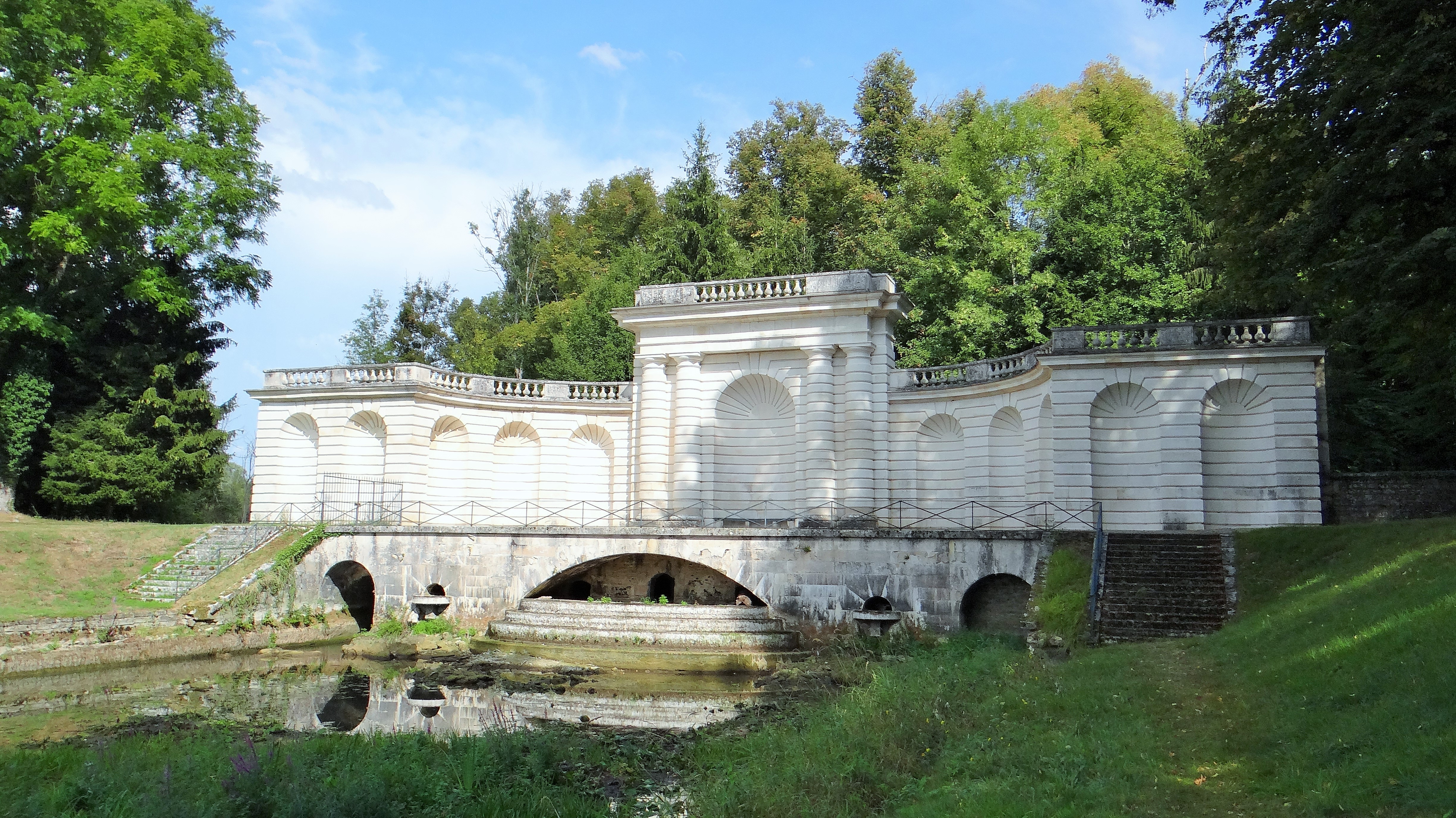
Nymphée Renaissance, château de Tanlay, France.